# Thomas Shimada
Thomas Shimada (n. 10 de febrero de 1975 en Filadelfia, Estados Unidos) es un exjugador de tenis japonés que se convirtió en profesional en 1993. Sus mejores posiciones en el ranking fueron Nº40 en dobles (especialidad en la que consiguió cierta notoriedad) y Nº477 en singles.

## Títulos (3; 0+3)

### Dobles (3)
| Leyenda                |
| Grand Slam (0)         |
| Tennis Masters Cup (0) |
| ATP Masters Series (0) |
| ATP Tour (3)           |

| N.º | Fecha | Torneo          | Superficie    | Pareja        | Oponentes en la final               | Resultado     |
| --- | ----- | --------------- | ------------- | ------------- | ----------------------------------- | ------------- |
| 1.  | 2001  | Shanghái        | Dura          | Byron Black   | John-Laffnie de Jager Robbie Koenig | 6-2, 3-6, 7-5 |
| 2.  | 2002  | Kitzbuhel       | Tierra batida | Robbie Koenig | Lucas Arnold Ker Àlex Corretja      | 7-6, 6-4      |
| 3.  | 2003  | Costa do Sauipe | Dura          | Todd Perry    | Scott Humphries Mark Merklein       | 6-2, 6-4      |